# Ferdinand Laufberger

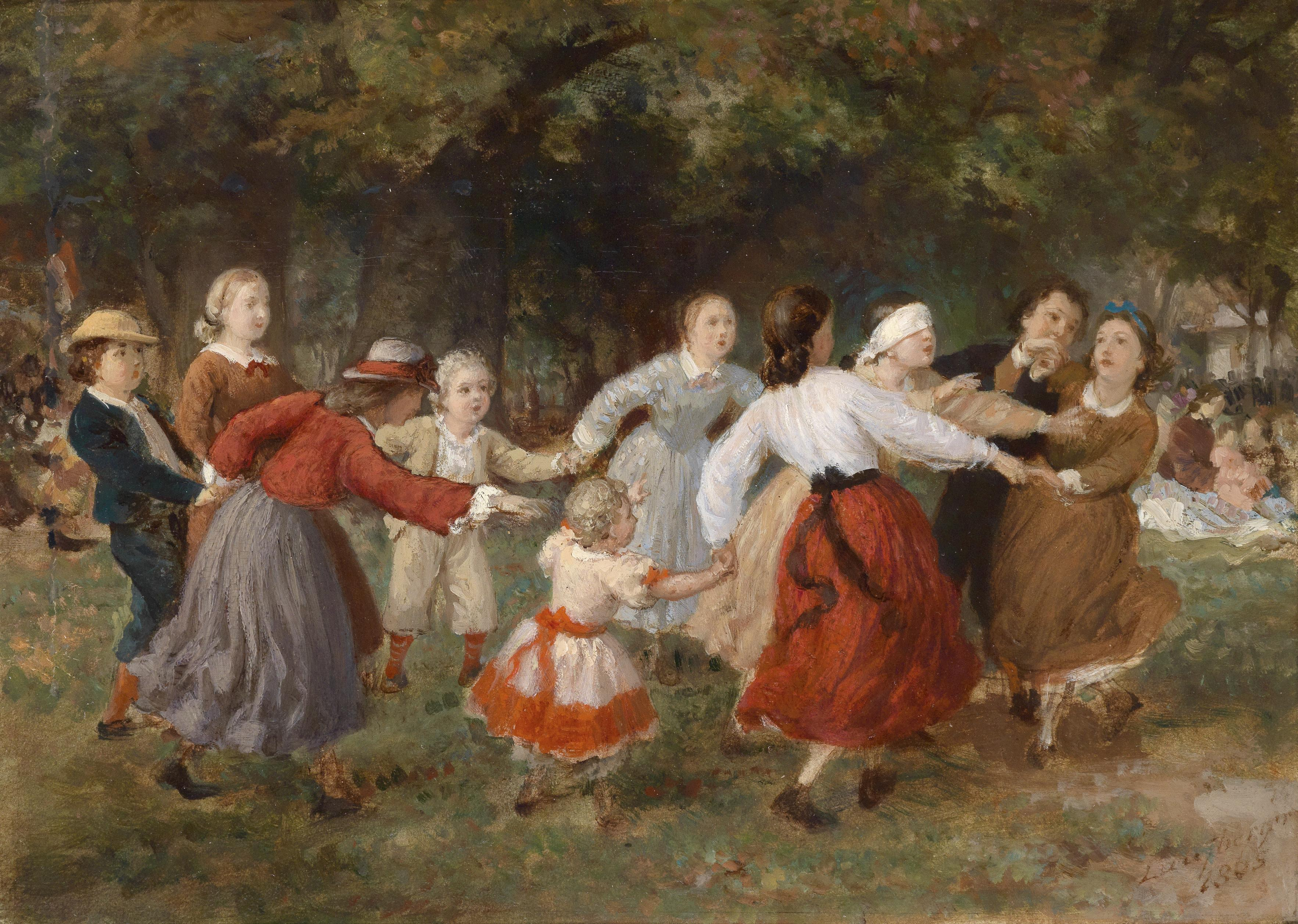
Blinde-Kuh-Spiel av Laufberger.

Ferdinand Julius Wilhelm Laufberger, född den 16 februari 1829 i Böhmen, Kejsardömet Österrike, död den 16 juli 1881 i Wien, var en österrikisk målare. 
Laufberger studerade i Prag och Wien. Han började som historiemålare, övergick till genrebilder ur folklivet och vände sig sist till religiöst måleri. På det dekorativa området utförde han arbeten i sgraffito (inristad teckning i murputsen), kartonger för glasmåleri och takmålningar i Oesterreichisches Museum samt arbeten för enskilda hus i Wien. Han var sedan 1868 professor vid Kunstgewerbeschule där.